# راکچیپ
راکچیپ (انگلیسی: Rockchip) شرکت الکترونیک چینی است، که در سال ۲۰۰۱ تأسیس شد.